# RSZ–26 Rubezs
Az RSZ–26 Rubezs (fejlesztési kódneve Avangard; oroszul: РС–26 Рубеж; NATO-kódja: SS–X–31) orosz, mobil indítóállásból indítható, szilárd hajtóanyagú interkontinentális ballisztikus rakéta, melyet a Moszkvai Hőtechnikai Intézet (MIT) fejleszt. Az RSZ–24 Jarsz továbbfejlesztett változata, emiatt időnként Jarsz–M-ként is hivatkoznak rá. Hatótávolsága 2000–6000 km közötti. Legfőbb újdonsága az RSZ–24-hez képes az irányítható, nagy manőverezőképességű, a légkörbe hiperszonikus sebességgel visszatérő harci rész.
Fejlesztése 2008-ban kezdődött. Első indítása 2011 márciusában történt, amely sikertelen volt. A rakétát a Pleszeck űrrepülőtérről indították vasúti indítójárműből és a harci résznek a kamcsatkai Kura lőtéren kellett volna becsapódni. A 2012. május 23-n, szintén Pleszeckből végrehajtott indítás már sikeres volt. A rakéták tesztelése 2015-ben fejeződött be.
Hordozó-indító járműve a belarusz MZKT–79221. A rakétát a Barguzin vasúti rakétarendszerre telepítve is tervezik használni.
Rendszeresítésük valószínűleg 2017-ben elkezdődött. Az RSZ–26 Rubezs az orosz Hadászati Rakétacsapatoknál az RT–2PM Topol (RSZ–12M) mobil indítóállású ballisztikus rakétákat váltja fel, melyek élettartama 2020 körül lejár.